# تراکشیتاز
تراکشیتاز (به انگلیسی: Trackshittaz) گروه موسیقی اتریشی است.
آن ها در مسابقه آواز یوروویژن ۲۰۱۳ نماینده اتریش بودند.